# Gremium gemäß § 80 des Zollfahndungsdienstgesetzes
Das Gremium nach § 80 des Zollfahndungsdienstgesetzes (Gremium nach § 80 ZFdG) ist ein neunköpfiges Gremium des Deutschen Bundestags zur parlamentarischen Kontrolle der Eingriffe in die Grundrechte des Brief-, Post- und Fernmeldegeheimnisses nach Artikel 10 des Grundgesetzes (GG). Geregelt ist das Gremium in § 80 Abs. 8 Zollfahndungsdienstgesetz (ZFdG).
Im Gegensatz zur G 10-Kommission, welche die Eingriffe durch die Nachrichtendienste des Bundes kontrolliert, überwacht das Gremium die Grundrechtsbeschränkungen vom Zollkriminalamt (ZKA) durch Telekommunikationsüberwachung, wozu es nach den §§ 47 ff. i. V. m. § 72 ZFdG in Einzelfällen berechtigt ist, um Straftaten nach dem Außenwirtschaftsgesetz (AWG) und dem Kriegswaffenkontrollgesetz zu verhüten.
Das ZKA darf unter den Voraussetzungen des Abs. 4 ZFdG die durch Überwachungsmaßnahmen erlangten personenbezogenen Daten an das Bundesamt für Verfassungsschutz (BfV), die Landesbehörden für Verfassungsschutz und den Militärischen Abschirmdienst (MAD) bzw. gemäß § 23d Abs. 5 an den Bundesnachrichtendienst (BND) übermitteln. Im Zeitraum Dezember 2004 bis Dezember 2007 fanden solche Übermittlungen nicht statt.
Das Gremium wird vom Bundesministerium der Finanzen unterrichtet, in dessen Geschäftsbereich das ZKA fällt. Es berichtet im Abstand von höchstens sechs Monaten. Berichtet wird über die Durchführung der §§ 23a bis 23f sowie der §§ 45 und 46 (Straf- und Bußgeldvorschriften) des ZFdG. Dabei ist insbesondere über Anlass, Umfang, Dauer, Ergebnis, Kosten und Benachrichtigung Betroffener von im Berichtszeitraum durchgeführten Maßnahmen zu berichten.

## Geschichte
Das Gremium besteht seit dem 30. Januar 2014. Bis zum 31. März 2021 hieß es Gremium nach § 23c Absatz 8 Zollfahndungsdienstgesetz. Die Bezeichnung änderte sich aufgrund der Neufassung des Gesetzes.
Das heutige Gremium ging aus dem Gremium nach § 41 Absatz 5 des AWG hervor, welches auf dem Gesetz zur Neuregelung der präventiven Telekommunikations- und Postüberwachung durch das ZKA beruhte.